# كارول أ. بيير
كارول أ. بيير (بالإنجليزية: Carol A. Beier) هي قاضية ومحامية أمريكية، ولدت في 27 سبتمبر 1958.